# 元中村町
元中村町（もとなかむらちょう）は、愛知県名古屋市中村区の地名。現行行政地名は元中村町1丁目から元中村町3丁目。住居表示未実施。

## 地理
名古屋市中村区中央部に位置する。東は名楽町、南は太閤通、北は道下町・鳥居通に接する。

## 歴史

### 地名の由来
上中村の南に位置することに由来する。

### 沿革
- 1933年（昭和8年）11月1日 - 西区中村町の一部により、同区元中村町として成立[1]。
- 1937年（昭和12年）10月1日 - 中村区成立に伴い、同区元中村町となる[1]。
- 1950年（昭和25年）11月1日 - 以下の通り、中村区日比津町および中村町の各一部が編入される[9]。
  - 元中村町1丁目に、日比津町字道下および中村町字挺名島・字一里山・字柳原の各一部が編入される[9]。
  - 元中村町3丁目に、中村町字挺名島・字一里山・字柳原および日比津町字道下の各一部が編入される[9]。

## 世帯数と人口
2019年（平成31年）2月1日現在の世帯数と人口は以下の通りである。
| 町丁     | 世帯数  | 人口    |
| -------- | ------- | ------- |
| 元中村町 | 530世帯 | 1,008人 |

### 人口の変遷
国勢調査による人口の推移
| 1950年（昭和25年） | 1,690人 | [ 10 ] |  |
| 1955年（昭和30年） | 2,698人 | [ 10 ] |  |
| 1960年（昭和35年） | 2,938人 | [ 11 ] |  |
| 1965年（昭和40年） | 2,628人 | [ 11 ] |  |
| 1970年（昭和45年） | 2,411人 | [ 12 ] |  |
| 1975年（昭和50年） | 2,127人 | [ 12 ] |  |
| 1980年（昭和55年） | 1,920人 | [ 13 ] |  |
| 1985年（昭和60年） | 1,770人 | [ 13 ] |  |
| 1990年（平成2年）  | 1,598人 | [ 14 ] |  |
| 1995年（平成7年）  | 1,410人 | [ 15 ] |  |
| 2000年（平成12年） | 1,238人 | [ 16 ] |  |
| 2005年（平成17年） | 1,151人 | [ 17 ] |  |
| 2010年（平成22年） | 1,046人 | [ 18 ] |  |
| 2015年（平成27年） | 1,028人 | [ 19 ] |  |

## 学区
市立小・中学校に通う場合、学校等は以下の通りとなる。また、公立高等学校に通う場合の学区は以下の通りとなる。
| 番・番地等 | 小学校               | 中学校               | 高等学校 |
| ---------- | -------------------- | -------------------- | -------- |
| 全域       | 名古屋市立中村小学校 | 名古屋市立豊正中学校 | 尾張学区 |

## 施設
- 中井筋用水[7]
- 里山公園[7]
- 八幡社・春日社合殿[7]
- 秋葉社[8]

## その他

### 日本郵便
- 郵便番号 : 453-0047[4]（集配局：中村郵便局[22]）。